# دمیتریفکا (دمیتریفسکی، شهرستان چیشمینسکی، باشقیرستان)
دمیتریفکا (انگلیسی: Dmitriyevka, Dmitriyevsky Selsoviet, Chishminsky District, Republic of Bashkortostan) یک شهرک در شهرستان چیشمینسکی در استان باشقیرستان کشور روسیه است.